# بشقابی قره‌باغی
بشقابی قره‌باغی (نام علمی: Scutellaria platystegia) نام یک گونه از سرده بشقابی است.